# Кошаркашка репрезентација Мексика
Кошаркашка репрезентација Мексика  (шп. : Selección de baloncesto de México) представља Мексико на међународним кошаркашким такмичењима. репрезентација је имала шест наступа на ФИБА Светском првенству, а управно тело тима је Мексичка спортска асоцијација кошарке (АДЕМЕБА).

## Историја
До касних 1960-их, тим Мексика је био кошаркашка сила на светској сцени. Тим је освојио бронзану медаљу на Летњим олимпијским играма 1936., завршио је на 4. месту на такмичењу 1948. и на 5. месту 1968. Мексико је освојио сребрну медаљу на Панамеричким играма у Винипегу 1967. предвођен капетаном Карлосом Кинтанаром са играчима као што су Артуро Гереро и Мануел Рага.
На ФИБА шампионату Америке 2009. у Сан Хуану, Порторико, Мексико је завршио на 7. месту, испред Панаме, Венецуеле и Девичанских острва Сједињених Држава.
У појединачним наступима, Густаво Ајон је завршио међу најбољим играчима на турниру у украденим лоптама (3), блоковима (3) и минутама по утакмици (9).
И Едуардо Најера и Ерл Вотсон су изразили интересовање за међународно представљање Мексика. Међутим, ниједан од њихових НБА тимова није дао дозволу да учествују на ФИБА шампионату Америке 2009. у Сан Хуану, Порторико.

## Медаље
Олимпијске игре
- Трећи: 1936

Америчко првенство у кошарци
- Шампиони: 2013
- Треће место: 2017

Панамеричке игре
- Друго место: 1967, 1991, 2011
- Треће место: 1983

Центробаскет
- Шампиони: 1965, 1975, 2014
- Друго место: 1991, 2001, 2016
- Треће место: 1987, 2003

| Такмичење                    |   | 2 | 3 | Укупно |
| ---------------------------- | - | - | - | ------ |
| Олимпијске игре              | 0 | 0 | 1 | 1      |
| Америчко првенство у кошарци | 1 | 0 | 1 | 2      |
| Панамеричке игре             | 0 | 3 | 1 | 4      |
| Центробаскет                 | 3 | 3 | 2 | 8      |
| Укуно                        | 4 | 6 | 5 | 15     |

## Такмичарски рекорд

### Летње олимпијске игре
| Година | Позиција | Турнир                                     | Домаћин                      |
| ------ | -------- | ------------------------------------------ | ---------------------------- |
| 1936   | 3        | Кошарка на Летњим олимпијским играма 1936. | Берлин, Немачка              |
| 1948   | 4        | Кошарка на Летњим олимпијским играма 1948. | Лондон, Уједињено Краљевство |
| 1952   | 9        | Кошарка на Летњим олимпијским играма 1952. | Хелсинки, Финска             |
| 1960   | 12       | Кошарка на Летњим олимпијским играма 1960. | Рим, Италија                 |
| 1964   | 12       | Кошарка на Летњим олимпијским играма 1964. | Токио, Јапан                 |
| 1968   | 5        | Кошарка на Летњим олимпијским играма 1968. | Мексико Сити, Мексико        |
| 1976   | 10       | Кошарка на Летњим олимпијским играма 1976. | Монтреал, Канада             |

### Светско првенство
| Година | Позиција | Турнир                            | Домаћин                      |
| ------ | -------- | --------------------------------- | ---------------------------- |
| 1959   | 13       | Светско првенство у кошарци 1959. | Чиле                         |
| 1963   | 9        | Светско првенство у кошарци 1963. | Рио де Жанеиро, Бразил       |
| 1967   | 8        | Светско првенство у кошарци 1967. | Уругвај                      |
| 1974   | 9        | Светско првенство у кошарци 1974. | Порторико                    |
| 2014   | 14       | Светско првенство у кошарци 2014. | Шпанија                      |
| 2023   | 25       | Светско првенство у кошарци 2023. | Филипини, Јапан и Индонезија |

Белешка:  У јуну 2018. Мексико је победио тим САД са 78 : 70 у Квалификацијама за Светско првенство у кошарци (Америке) 2019..

## Познати играчи
- Густаво Ајон
- Хорхе Гутијерез